# Commelina zigzag
Commelina zigzag är en himmelsblomsväxtart som beskrevs av Paul Auguste Duvigneaud och Jeanine Dewit. Commelina zigzag ingår i släktet himmelsblommor, och familjen himmelsblomsväxter. IUCN kategoriserar arten globalt som starkt hotad.
Artens utbredningsområde är Kongo-Kinshasa. Inga underarter finns listade.